# Željko Kalac
Željko Kalac, né le 16 décembre 1972 à Sydney, est un footballeur croate-australien évoluant au poste de gardien de but. Ancien international australien. Il mesure 2,02 m, pour un poids de 96 kg. Il est surnommé « l'araignée » en raison de sa très grande taille et de ses mains immenses.

## Carrière
- 1989-1995 :  Sydney United
- 1995-1996 :  Leicester City Football Club
- 1996-1998 :  Sydney United
- 1998-2002 :  Roda JC
- 2002-2005 :  Pérouse Calcio
- 2005-2009 :  Milan AC
- 2009-2010 :  AO Kavala
- 2010-2011 :  Sydney United
- 2013 :  Hobart Zebras[1]

## Palmarès
- 54 sélections avec l'Australie entre 1992 et 2006.
- Vainqueur de la Ligue des champions en 2007 le Milan AC (ne joue pas la finale).